# Nicholas Hough
Nicholas Hough, född 20 oktober 1993, är en australisk friidrottare. Han deltog vid olympiska sommarspelen 2020.